# Monachozela neoleuca
Monachozela neoleuca är en fjärilsart som beskrevs av Edward Meyrick 1931. Monachozela neoleuca ingår i släktet Monachozela och familjen hålmalar, (Heliozelidae). Inga underarter finns listade i Catalogue of Life.